# Spain Peak
Der Spain Peak ist ein 1450 m hoher Berg im ostantarktischen Viktorialand. Er ragt in der Saint Johns Range an der Westseite des Deshler Valley auf.
Das Advisory Committee on Antarctic Names benannte den Berg 2005 nach Ray Spain, der im Rahmen des United States Antarctic Program zwischen 1979 und 2004 an 22 Stationierungseinsätzen für die Errichtung und Versorgung von Forschungsstationen in der gesamten Antarktis beteiligt war.